# Condado de Sherburne
O Condado de Sherburne é um dos 87 condados do estado americano de Minnesota. A sede do condado é Elk River, e sua maior cidade é Elk River. O condado possui uma área de 1 168 km² (dos quais 38 km² estão cobertos por água), uma população de 64 417 habitantes, e uma densidade populacional de 57 hab/km² (segundo o censo nacional de 2000). O condado foi fundado em 1856.